# Uromyces halstedii
Uromyces halstedii är en svampart som beskrevs av De Toni 1888. Uromyces halstedii ingår i släktet Uromyces och familjen Pucciniaceae.   Inga underarter finns listade i Catalogue of Life.